# Ciemnobiałka krótkotrzonowa

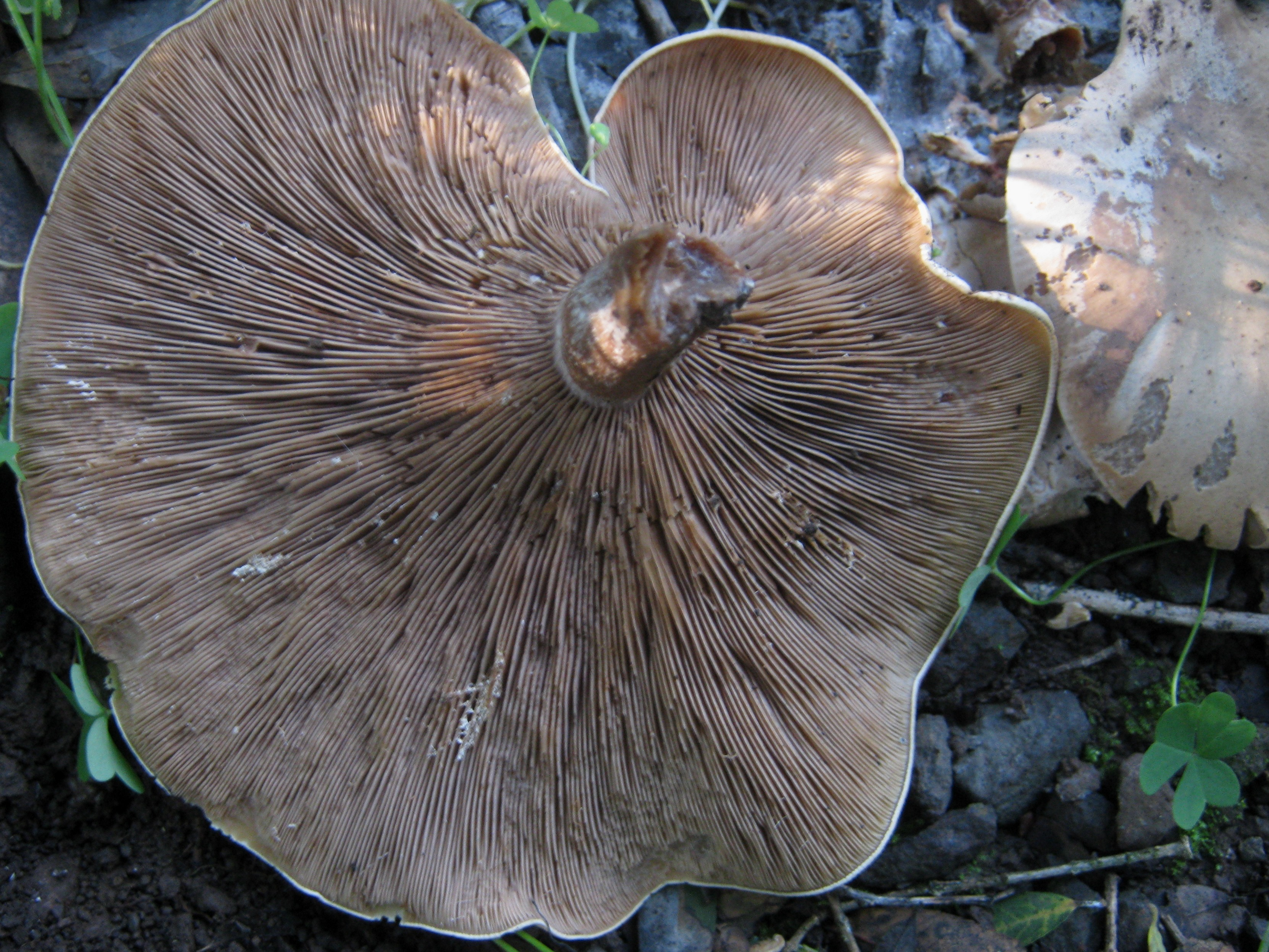

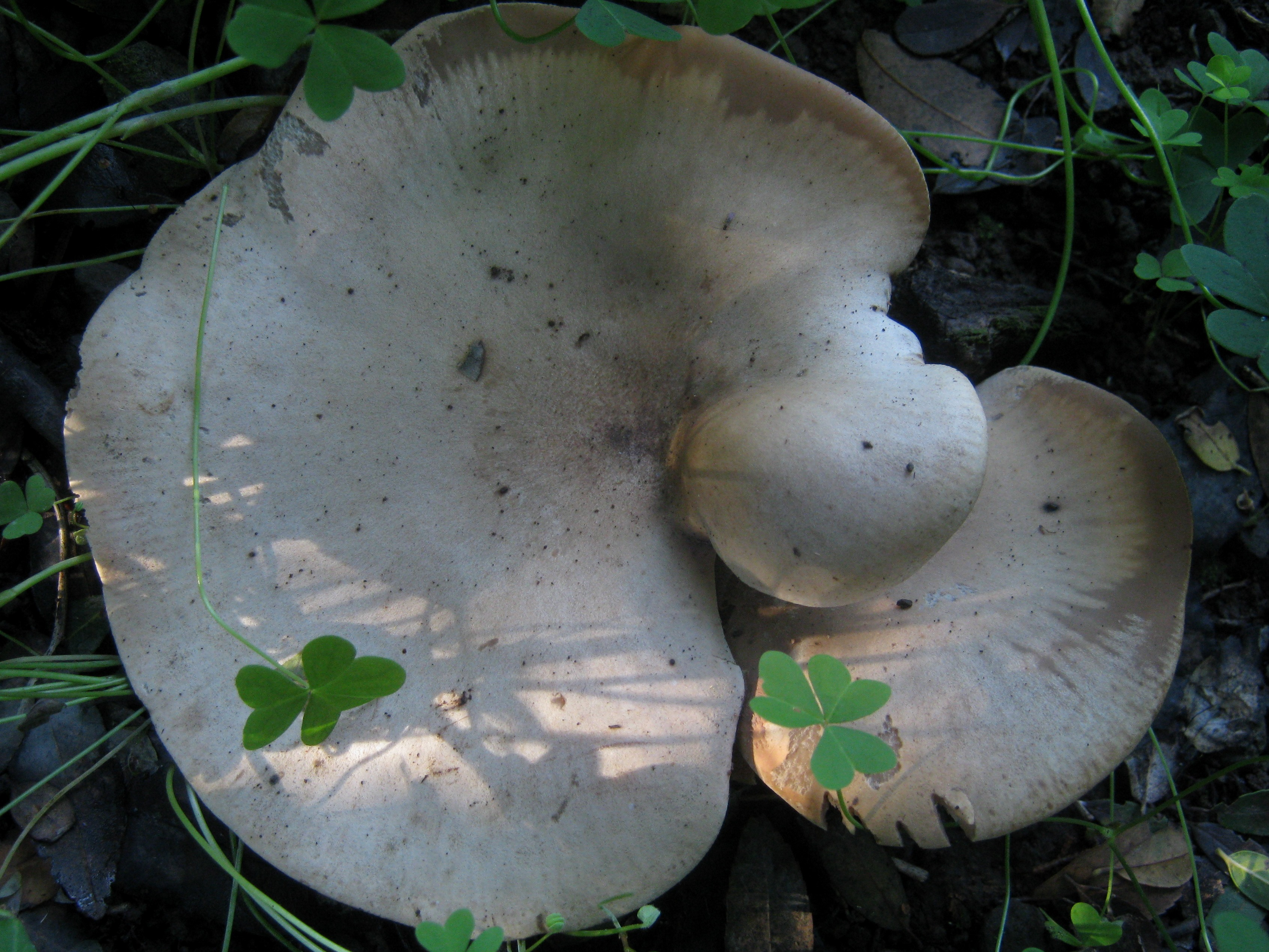

Ciemnobiałka krótkotrzonowa (Melanoleuca brevipes (Bull.) Pat.) – gatunek grzybów należący do rzędu pieczarkowców (Agaricales).

## Systematyka i nazewnictwo
Pozycja w klasyfikacji według Index Fungorum: Melamoleuca, Incertae sedis, Agaricales, Agaricomycetidae, Agaricomycetes, Agaricomycotina, Basidiomycota, Fungi.
Po raz pierwszy takson ten opisał w 1791 r. Jean Baptiste François Bulliard, nadając mu nazwę Agaricus brevipes. Obecną, uznaną przez Index Fungorum nazwę nadał mu w 1935 r. Narcisse Théophile Patouillard, przenosząc go do rodzaju Melanoleuca. Pozostałe synonimy naukowe:
- Gymnopus brevipes (Bull.) Gray 1821
- Gyrophila brevipes (Bull.) Quél. 1886
- Gyrophila grammopodia var. brevipes (Bull.) Quél. 1888
- Tricholoma brevipes (Bull.) P. Kumm. 1871
- Tricholoma melaleucum subvar. brevipes (Bull.) L. Maire 1916[2].

W 1979 r. Władysław Wojewoda nadał polską nazwę gąsowniczka krótkotrzonowa, w 2003 r. zmienił ją na ciemnobiałka krótkotrzonowa.

## Morfologia
Kapelusz
Średnica 2–8 cm, szeroko wypukły lub płaski, czasem z płytkim centralnym guzkiem. Powierzchnia gładka, sucha, początkowo ciemnoszara do prawie czarnej, potem staje się szara i ostatecznie blaknie do matowo brązowawej lub bledszej.
Blaszki
Przyrośnięte do trzonu, zwykle z ząbkiem, dość gęste, białe.
Trzon
Wysokość 1–3 cm, grubość do 1 cm, solidny; początkowo maczugowaty, potem z lekko spuchniętą podstawą, czasami skręcony. Powierzchnia sucha, biaława.
Miąższ
W kapeluszu biały, w trzonie brązowawy, bez wyraźnego zapachu i smaku.
Wysyp zarodników
Biały.
Cechy mikroskopowe
Zarodniki 6,5–9,5 × 5–6,5 µm, mniej lub bardziej eliptyczne, pokryte amyloidalnymi brodawkami. Pleurocystydy brak lub rzadkie (jeśli występują, są podobne do cheilocystyd). Cheilocystydy liczne, różnorodnie ukształtowane, o wymiarach do 60 × 9 µm, często z inkrustowanymi wierzchołkami, z 1–2 przegrodami lub bez przegród.
Gatunki podobne
Od wielu podobnych gatunków ciemnobiałek odróżnia się krótkim trzonem, a mikroskopowo grzybkowatymi cystydami.

## Występowanie i siedlisko
Stanowiska tego gatunku podano w Europie, Ameryce Północnej i Południowej, Azji i na Nowej Zelandii. W Polsce W. Wojewoda w 2003 r. przytoczył wiele stanowisk z uwagą, że nie jest rzadki i nie jest zagrożony. W późniejszych latach podano następne stanowiska.
Naziemny grzyb saprotroficzny. Rośnie wśród traw na łąkach, pastwiskach, nieużytkach, przydrożach i wzdłuż ścieżek, w parkach, ogrodach, przy domach.
Jest grzybem jadalnym.